# Coelogyne alvinlokii
Coelogyne alvinlokii é uma espécie de orquídea epífita, família Orchidaceae, originária das Filipinas.